# Kharsia
Kharsia é uma cidade e uma nagar panchayat no distrito de Raigarh, no estado indiano de Chhattisgarh.

## Geografia
Kharsia está localizada a 21° 58′ N, 83° 07′ L. Tem uma altitude média de 245 metros (803 pés).

## Demografia
Segundo o censo de 2001, Kharsia tinha uma população de 17 387 habitantes. Os indivíduos do sexo masculino constituem 51% da população e os do sexo feminino 49%. Kharsia tem uma taxa de literacia de 71%, superior à média nacional de 59,5%: a literacia no sexo masculino é de 79% e no sexo feminino é de 63%. Em Kharsia, 14% da população está abaixo dos 6 anos de idade.